# BA-22
BA-22装甲輸送車はソビエト連邦の装甲車である。

## 概要
BA-22は戦間期のソ連で試作された救護輸送を主眼においた装甲車である。
1937年に企画が立てられ、1938年9月に試作車両が完成する。
しかし改良を重ねてもBA-22の試験結果は芳しいものではなく、1939年6月23日の試験を最後に、生産計画は凍結され、試作段階に終わる。
試作車両はソ連の医療機関に委譲されたとされるがその後どうなったかは不明。

## 性能
数多くの装甲車両を製作したソ連の中でも救護がメインの極めて珍しい車両である。乗員は2名で10～12人の人員を輸送する事が可能。
しかし、装甲が薄い上に殆ど傾斜もなく、その割には車高が高いことや、出力が低い点が試験で指摘されていた。また輸送車両でありながら密閉性にも明らかに問題があった（画像参照）。
また救護車両という目的上複数の内部機器を車載していたが、装甲車両の内部機器の信頼性の低さが第二次世界大戦を通して付きまとったソ連においても、BA-22の内部機器の信頼性の低さは深刻なものであると判断されていた。

## 参考
- М.Коломиец. "Броня на колесах. История советского бронеавтомобиля 1925-1945", Москва, Яуза\Эксмо. 2007